# Сирмабешење
Сирмабешење (мађ. Szirmabesenyő) је историјски град у северној Мађарској, у жупанији Боршод-Абауј-Земплен (Borsod-Abaúj-Zemplén).

## Локална историја
Село се састоји од два насеља Сирмабешење (познатог и као Келечењ) и Шајобешење (или Бешење, Алшобешењо). Званично су се места спојила 1939. године и настала је Сирмабешења. Од XVII века место је било у власништву грофовске породице Сирмаји. Међутим, због близине села једна другој, историја два насеља била је повезана и у вековима пре спајања.
Први познати писани запис о Сирмабешењу је настао је за време владавине мађарског краља Андраша. Према поменутом документу из 1291. године, насеље Бешење је било у власништву синова Шандора Бешењеа из породице Мишколц, отуда потиче и назив насеља, који се односи и на заједницу Бешења која је живела у насељу. Према једном спомену из 1332. године у насељу је деловала црква по имену Сви Свети, где су сачувани и подаци о плаћању папске десетине.
Оснивач насеља био је гроф Иштван Сирмаји, који је, уз одобрење мађарског краља Липота I, 1694. године преселио своје земљораднике из Сирме у Келечењ, па је због тога насеље добило име Сирмабешење, именим подсећајући ко је власник места и које је порекло становништва. Иштван Сирмаји је у овом месту подигао породично имање, а потом су његови потомци изградили барокни замак у 18. веку, а такође су преузели и положај владара насеља. Под њиховом надлежношћу вероватно се и саградила и локална школа, о чему први познати писани запис датира из 1746. године. Најзначајнији власник замка био је сирмајски гроф Алфред од Сирме и Сирмабешење, код којег је његов зет, Пал Сињеи Мерше, често био гост.
Истакнути представник у историји насеља је Федор Винце, који је био председник сеоског већа од 1975. до 1990. године, а затим његов градоначелник још 24 године, до 2014. године. Под његовом влашћу изграђена је инфраструктура насеља и његов данашњи изглед.

## Популација
Године 2001. 99% становништва насеља се изјаснило као Мађари, 1% Роми.
Током пописа 2011. године, 87,3% становника се изјаснило као Мађари, 1,3% као Роми, а 0,3% као Немци (12,7% се није изјаснило, због двојног држављанства, укупан број може бити већи од 100%). 
Верска дистрибуција је била следећа: римокатолици 45,4%, реформисани 12,4%, гркокатолици 8,1%, лутерани 0,2%, неденоминациони 8,9% (24,4% није одговорило).